# Participio latino
Il participio è chiamato così perché partecipa sia alle funzioni del verbo che a quelle del nome. Per questa sua caratteristica era considerato, tanto nel mondo greco quanto in quello latino, non un modo verbale o un elemento appartenente al sistema verbale bensì una parte del discorso a sé. 

## Tempi del participio
In latino ci sono tre tempi del participio:
- presente (attivo);
- perfetto (passivo; possono averlo solo i verbi deponenti intransitivi e transitivi attivi, mnemonicamente chiamati verbi D.I.T.A.);
- futuro (attivo).

PARTICIPIO CONGIUNTO ( participio con funzione verbale)
-PRESENTE
esprime un rapporto di CONTEMPORANEITÀ
sempre ATTIVO
TRADUZIONE
-gerundio semplice (implicita)
-subordinata causale, temporale (quando, mentre), finale, concessiva, ipotetica, consecutiva
es. i barbari mangiando la mela, vengono uccisi
es. i barbari mentre mangiano la mela, vengono uccisi
PASSATO
esprime un rapporto di ANTERIORITÀ
forma attiva—> con verbi deponenti intransitivi
forma passiva—> con verbi transitivi attivi
TRADUZIONE
-participio passato (forma implicita)
-gerundio composto passivo (con verbi transitivi attivi)
-gerundio composto attivo (con verbi deponenti)
-proposizione subordinata con i vari valori
es. Aristotele essendo stato cacciato…
es. Aristotele cacciato…
es. Aristotele nonostante fosse stato cacciato
FUTURO
esprime un rapporto di POSTERIORITÀ
ed è sempre attivo
TRADUZIONE
-perifrasi + gerundio (essendo intenzionato di, avendo intenzione di, essendo sul punto di)
-subordinata con i vari valori
es. I germani essendo sul punto di arrendersi….
es. I germani quando stanno per combattere…

### Participio presente
Ha significato attivo ed esprime la contemporaneità rispetto al verbo della reggente, con tutti i verbi (transitivi/intransitivi, attivi/deponenti). Si compone del tema del presente, con l'aggiunta del suffisso -nt- e delle uscite degli aggettivi della seconda classe a una sola uscita: uscirà quindi in -ans, -antis per la prima coniugazione, -ens, -entis per la seconda e terza coniugazione, -iens, -ientis per la quarta coniugazione. Si declina dunque come un aggettivo della seconda classe a una sola uscita.
All'ablativo singolare presenta la doppia uscita, in -e e in -i: la prima (caratteristica della declinazione nominale) si usa quando il participio è usato come verbo (ad esempio nell'ablativo assoluto) o è sostantivato; la seconda (caratteristica della declinazione aggettivale) si usa quando il participio ha funzione di aggettivo.
Per fornire uno schema di coniugazione ed elencare i suoi significati useremo come esempio il participio presente di laudo, "lodare", laudans, -ntis (tutti gli esempi sono alla terza persona singolare, ma il participio si può riferire a ciascuna delle sei persone).
| CASO       | M/F        | Neutro     | M/F plurale | Neutro plurale |
| Nominativo | laudans    | laudans    | laudantes   | laudantia      |
| ---------- | ---------- | ---------- | ----------- | -------------- |
| Genitivo   | laudantis  | laudantis  | laudantium  | laudantium     |
| Dativo     | laudanti   | laudanti   | laudantibus | laudantibus    |
| Accusativo | laudantem  | laudans    | laudantes   | laudantia      |
| Vocativo   | laudans    | laudans    | laudantes   | laudantia      |
| Ablativo   | laudante/i | laudante/i | laudantibus | laudantibus    |

Si rende in italiano nel seguente modo: se il participio si trova in nominativo (sing. o plur.) si rende con il Gerundio semplice italiano.
Se si trova in un altro caso si traduce con una proposizione relativa (Che...) oppure una temporale, causale, etc...
1. Colui che loda/lodava;
2. Che loda/lodava;
3. Il lodante;
4. Lodando;
5. Mentre loda/lodava;
6. Quando loda/lodava;
7. Poiché loda/lodava;
8. Se loda/lodava/lodasse;
9. Sebbene lodi/lodasse;
10. Affinché lodi/lodasse (raro).

### Participio futuro
Esprime la posteriorità rispetto al verbo reggente, ha valore attivo e quindi è presente nella coniugazione di tutti i verbi, eccetto i verbi difettivi di supino. Si forma dal tema del supino con il suffisso -urus, -ura, -urum e si declina dunque come un aggettivo della I classe. viene utilizzato nella perifrastica attiva.
Per fornire lo schema di coniugazione ed elencare i suoi significati useremo come esempio il participio futuro di laudo, "lodare", laudaturus, -ura, -urum (tutti gli esempi sono alla terza persona singolare ma ovviamente il participio si può riferire a ciascuna delle sei persone).
| CASO       | Maschile singolare | Femminile singolare | Neutro singolare | Maschile plurale | Femminile plurale | Neutro plurale |
| ---------- | ------------------ | ------------------- | ---------------- | ---------------- | ----------------- | -------------- |
| Nominativo | laudaturus         | laudatura           | laudaturum       | laudaturi        | laudaturae        | laudatura      |
| Genitivo   | laudaturi          | laudaturae          | laudaturi        | laudaturorum     | laudaturarum      | laudaturorum   |
| Dativo     | laudaturo          | laudaturae          | laudaturo        | laudaturis       | laudaturis        | laudaturis     |
| Accusativo | laudaturum         | laudaturam          | laudaturum       | laudaturos       | laudaturas        | laudatura      |
| Vocativo   | laudature          | laudatura           | laudaturum       | laudaturi        | laudaturae        | laudatura      |
| Ablativo   | laudaturo          | laudatura           | laudaturo        | laudaturis       | laudaturis        | laudaturis     |

Si rende in italiano nel seguente modo:

Più utilizzati.
1. Colui che loderà/sta per lodare/stava per lodare;
2. Che loderà/sta per lodare/stava per lodare;

Altri.
1. Disposto/pronto a lodare;
2. Stando per lodare;
3. Quando loderà/sta per lodare/stava per lodare;
4. Poiché loderà/sta per lodare/stava per lodare;
5. Se loderà/sta per lodare/stava per lodare;
6. Sebbene loderà/stia per lodare/stesse per lodare;
7. Affinché lodi/lodasse;
8. Essendo sul punto di lodare.[1]

### Participio perfetto
Prendiamo ad esempio il verbo prendere: preso può significare tanto "che è stato preso/essendo stato preso", quanto "che è preso/essendo preso" (come se fosse un participio presente passivo). Oppure il verbo "venire", che in italiano ha il participio passato "venuto", che significa "che è venuto/essendo venuto" mentre in latino lo stesso verbo, in quanto intransitivo attivo, manca, come sappiamo, del participio perfetto. In questi casi, non potendo ricorrere a un participio, il latino ricorre alle proposizioni equivalenti: relativa (quando il participio ha valore attributivo o predicativo), temporale, causale ecc.

la stessa cosa accade con le espressioni italiane "suddetto, sopracitato": in latino non si usa il participio, ma una proposizione relativa (quem antea diximus ecc.).
Esprime anteriorità, ha valore passivo ed è formato dal tema del supino a cui si aggiungono le terminazioni -us, -a, -um: si declina come un aggettivo della prima classe.
Forniamo uno schema di declinazione utilizzando il participio perfetto di laudo, "lodare", laudatus, -a, -um.
| CASO       | Maschile singolare | Femminile singolare | Neutro singolare | Maschile plurale | Femminile plurale | Neutro plurale |
| ---------- | ------------------ | ------------------- | ---------------- | ---------------- | ----------------- | -------------- |
| Nominativo | laudatus           | laudata             | laudatum         | laudati          | laudatae          | laudata        |
| Genitivo   | laudati            | laudatae            | laudati          | laudatorum       | laudatarum        | laudatorum     |
| Dativo     | laudato            | laudatae            | laudato          | laudatis         | laudatis          | laudatis       |
| Accusativo | laudatum           | laudatam            | laudatum         | laudatos         | laudatas          | laudata        |
| Vocativo   | laudate            | laudata             | laudatum         | laudati          | laudatae          | laudata        |
| Ablativo   | laudato            | laudata             | laudato          | laudatis         | laudatis          | laudatis       |

A questo punto occorre distinguere fra i verbi attivi e deponenti, transitivi e intransitivi per precisare il valore attivo o passivo del participio perfetto. Distingueremo dunque quattro tipi di verbo, e per ciascun tipo esamineremo la presenza o meno del participio perfetto, e il suo valore per quanto riguarda la diatesi.
- Verbo transitivo attivo (laudo, "lodare"). Ha il participio perfetto con valore passivo (laudatus, -a, -um).

1. Lodato;
2. Il lodato;
3. Essendo stato lodato;
4. Colui che è/era stato lodato;
5. Che è/era stato lodato;
6. Quando è/era stato lodato;
7. Poiché è/era stato lodato;
8. Se è/era/fosse stato lodato;
9. Sebbene sia/fosse stato lodato.

- Verbo intransitivo attivo (venio, "venire"). Non ha il participio perfetto, tranne nei tempi derivati dal perfetto per formare la forma passiva impersonale (ventum est, "si venne").
- Verbo deponente transitivo (hortor, "esortare"). Ha il participio perfetto con valore attivo (hortatus, -a, -um).

1. Colui ha/aveva esortato;
2. Che ha/aveva esortato;
3. Esortato (solo come participio congiunto);
4. Avendo esortato;
5. Quando ha/aveva esortato;
6. Poiché ha/aveva esortato;
7. Se ha/aveva/avesse esortato;
8. Sebbene abbia/avesse esortato.

- Verbo deponente intransitivo (proficiscor, "partire"). Ha il participio perfetto con valore attivo (profectus, -a, -um).

1. Colui che è/era partito;
2. Che è/era partito;
3. Partito;
4. Essendo partito;
5. Quando è/era partito;
6. Poiché è/era partito;
7. Se è/era/fosse partito;
8. Sebbene sia/fosse partito.

### Participio sostantivato
Il participio è detto sostantivato quando non è concordato con nessun altro termine della frase. Il participio sostantivato è quindi autonomo e corrisponde a un sostantivo. Si può tradurre con un participio presente o passato (se è un participio presente o passato), oppure con una subordinata relativa.
Es.
Participio Presente
Virtus pugnantium magna fuit.
Il valore dei combattenti (di coloro che combattevano) fu grande.
Participio Perfetto
Memoria necatorum ad perpetuum manebit. 
La memoria degli uccisi (di coloro che sono stati uccisi) rimarrà in eterno.
Participio Futuro
Virtus pugnaturorum magna erit.
Il valore di coloro che combatteranno (di coloro che si accingono a combattere, di coloro che hanno intenzione di combattere) sarà grande.

### Participio attributivo
Il participio attributivo si ha quando il participio ha funzione di aggettivo (si riferisce quindi ad un sostantivo) e concorda in genere, numero e caso al sostantivo a cui si riferisce, seguendo la declinazione degli aggettivi della seconda classe a una sola uscita (participio presente) o degli aggettivi della prima classe (participio perfetto e futuro).

Es. 
| «Iucunda est memoria praeteritorum malorum.»          |
| «È piacevole il ricordo dei mali (che sono) passati.» |

### Participio predicativo
Il participio predicativo è molto simile a quello attributivo, ma mentre quello attributivo indica una condizione permanente del soggetto preso in considerazione, quello predicativo indica invece una condizione momentanea del soggetto.

Es.
| «Misit angelos servantes eum» |
| «Mandò gli angeli a servirlo» |

### Participio congiunto
Si parla di participio congiunto quando il participio presente o perfetto di un verbo attivo, deponente o semideponente concorda in caso, genere e numero con un elemento della proposizione reggente (sostantivo, pronome, ecc.).
Nella sua funzione verbale corrisponde a una proposizione subordinata implicita degli stessi tipi di quella dell'ablativo assoluto (temporale, causale, concessiva) oppure alla protasi di un periodo ipotetico.
Viene impiegato quando l'ablativo assoluto non è utilizzabile. Questo può accadere quando i soggetti di subordinata e reggente coincidono oppure quando è presente un legame tra la subordinata e altre proposizioni, reggente compresa.
In alcuni casi, il participio congiunto con funzione temporale può essere reso in italiano anche con una coordinata alla reggente, invece di una subordinata, mantenendo pressoché intatto il significato dell'enunciato.
Esempi:
"Inviaturi": i soldati che stavano per essere inviati (esempio tipico di participio futuro congiunto).
Il participio congiunto è dunque come una apposizione e può avere i seguenti valori:
- temporale. Esempio: "Mihi cenanti (= dum ceno) liber legitur" = Mentre sto cenando mi si legge un libro (Plinio);
- causale. Esempio: "Hannibal, verens (= quia verebatur) ne dederetur, Cretam venit" (Nepote) = Annibale, siccome temeva di essere consegnato, riparò a Creta;
- concessivo. Esempio: "Tot incommodis conflictati " (= quamvis conflictati essent) nostri resistebant (Cesare) = I nostri resistevano, quantunque fossero stati messi a dura prova da tanti disagi;
- condizionale. Esempio: "Id, silentio noctis conati (= si conati essent), sese effecturos sperabant" (Cesare) = Essi speravano di compiere ciò, se l'avessero tentato col favore della notte;
- finale. Esempio: "Syracusani oratores ad Marcellum mittunt, nihil petentes[5] (= ut peterent; l'imperfetto poiché mittunt è un presente storico) aliud quam incolumitatem sibi liberisque suis" (Livio) = I Siracusani mandano degli ambasciatori da Marcello per chiedere null'altro se non l'incolumità per sé e per i loro figli.